# La strana voglia
La strana voglia (noto anche come Le avventure di Bob & Doug McKenzie: Strange Brew) è un film commedia canadese del 1983 con protagonisti i famosi personaggi del programma comico canadese SCTV Bob e Doug McKenzie, interpretati da Dave Thomas e Rick Moranis, film di cui sono anche co-autori e co-registi. I co-protagonisti del film includono Max von Sydow, Paul Dooley, il leggendario doppiatore Mel Blanc, Lynne Griffin e Angus MacInnes.
Liberamente basato su elementi dell'Amleto di Shakespeare, la maggior parte del film è stato girato a Toronto, Scarborough, Kitchener e Hamilton, in Ontario. Parti sono state anche girate a Prince George, British Columbia.

## Trama
Due fratelli (Moranis e Thomas), corti di cervello e amanti della birra, contrastano un malvagio piano per il controllo del mondo che ha centro nella birreria Elsinore.